# Spanien i olympiska vinterspelen 1956
Spanien deltog med nio deltagare vid de olympiska vinterspelen 1956 i Cortina d'Ampezzo. Ingen av landets deltagare erövrade någon medalj.